# 16 Pułk Artylerii Przeciwlotniczej

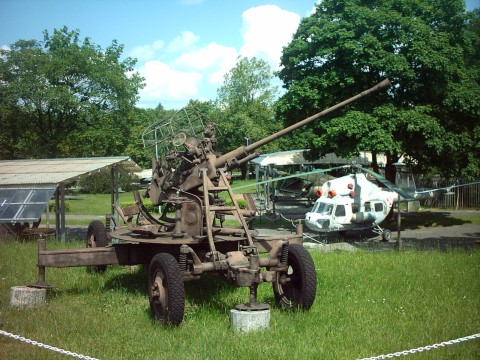
37 mm armata przeciwlotnicza wz. 1939

16 Pułk Artylerii Przeciwlotniczej (16 paplot) – oddział artylerii przeciwlotniczej ludowego Wojska Polskiego.

## Formowanie i zmiany organizacyjne
Pułk został sformowany we wsi Bosy, w obwodzie sumskim na podstawie rozkazu nr 05 dowódcy 1 Armii Polskiej w ZSRR z 7 maja 1944 roku, jako pułk artylerii przeciwlotniczej małego kalibru. Pułk wchodził w skład 1 Dywizji Artylerii Przeciwlotniczej z 1 Armii WP. 8 października 1944 roku w Radości pod Warszawą żołnierze pułku złożyli przysięgę.
Na podstawie rozkazu nr 0236/org. ND WP z 8 września 1945 roku jednostka została rozformowana. Na jej bazie oraz pozostałych pułków 1 DAPlot został utworzony 84 pułk artylerii przeciwlotniczej.

## Dowódcy pułku
- mjr Soroka – do października 1944
- mjr Sergiusz Grigoriew

## Skład etatowy
dowództwo i sztab
- 4 x bateria artylerii przeciwlotniczej
- kompania wielkokalibrowych karabinów maszynowych
- pluton sztabowy
- pluton amunicyjny
- kwatermistrzostwo

Pułk liczył:
żołnierzy – 520
sprzęt:
- 37 mm armaty przeciwlotnicze – 24
- 12,7 mm przeciwlotnicze karabiny maszynowe – 16
- samochody – 69

## Marsze i działania bojowe
Od 9 do 12 sierpnia 1944 roku pułk odpierał zmasowane naloty lotnictwa nieprzyjaciela na przeprawę wojsk pod Skurczą. 4 marca 1945 roku w czasie oczyszczania z nieprzyjaciela Złocieńca pułk poniósł duże straty. Na Wale Pomorskim osłaniał wojska w pobliżu Szwecji, Mirosławca i Starego Reska. W operacji berlińskiej zabezpieczał przeprawy na Odrze i Starej Odrze. Szlak bojowy zakończył 7 maja 1945 roku pod Rhinow.
|  |  |  |  |

|  |  |